# Mioptachys
Mioptachys is een geslacht van kevers uit de familie van de loopkevers (Carabidae). De wetenschappelijke naam van het geslacht is voor het eerst geldig gepubliceerd in 1882 door Bates.

## Soorten
Het geslacht Mioptachys omvat de volgende soorten:
- Mioptachys autumnalis (Bates, 1882)
- Mioptachys cruciger (Bates, 1871)
- Mioptachys cucujoides (Bates, 1882)
- Mioptachys flavicauda (Say, 1823)
- Mioptachys insularis (Darlington, 1939)
- Mioptachys melanius (Bates, 1871)
- Mioptachys neotropicus (Csiki, 1928)
- Mioptachys noctis (Darlington, 1935)
- Mioptachys ocularis (Casey, 1918)
- Mioptachys oopteroides Bates, 1882
- Mioptachys parallelus (Bates, 1871)
- Mioptachys trechoides Bates, 1882
- Mioptachys xanthura (Bates, 1871)